# Amédée Mercier
Pour les articles homonymes, voir Mercier.
Amédée Mercier, né le 2 décembre 1890 à Malafretaz (Ain) et mort le 4 mai 1973 à Bourg-en-Bresse (Ain), est un homme politique français.

## Biographie
Fils de meuniers, Amédée Mercier suit des études qui le conduisent au brevet élémentaire et à l'école normale d'instituteurs de Bourg-en-Bresse.
Après son service militaire, il est greffier au tribunal civil de Bourg-en-Bresse. Il adhère alors à la SFIO, mais la quitte en 1933, afin de s'investir dans les œuvres laïques, domaine dans lequel il est particulièrement actif pendant cette décennie.Il anime notamment une association visant à faire connaître la mer et la montagne aux enfants citadins.
Président du comité départemental de libération de l'Ain en 1944, il est nommé président de la délégation municipale de Bourg-en-Bresse et exerce les fonctions de maire à titre provisoire jusqu'à son élection à cette fonction en 1945, à la tête d'une municipalité de gauche, associant socialistes et radicaux. Il est constamment réélu par la suite, jusqu'à une date avancée. À partir de février 1947, et jusqu'en 1965, il est président de l'association départementale des maires.
Il poursuit cependant son action dans les œuvres ainsi que les associations para-municipales et intercommunales : il est président de la fédération des œuvres scolaires de 1945 à 1953, de la mutuelle des sapeurs-pompiers dès la fin de l'année 1947, du syndicat pour le curage de la Reyssourze, administrateur de l'office départemental des HLM, vice-président du syndicat intercommunal d'électricité, etc.
Pensant pouvoir s'appuyer sur ce fort ancrage local, il se présente comme indépendant « de gauche », aux sénatoriales de 1951, mais manque d'être élu à deux voix près, malgré le soutien in fine de la SFIO. De nouveau candidat en 1955, avec le soutien officiel des socialistes et du MRP, il n'est pas élu, la SFIO appelant au second tour à soutenir les candidats radicaux qui l'avaient dépassé au premier.
En 1958, il se présente aux élections législatives, avec le soutien d'une partie des socialistes locaux, et notamment de son suppléant, Louis Robin, conseiller général. Arrivé largement en tête de la gauche au premier tour (avec 29,72 % des voix), il est élu de justesse au second, avec seulement 30 % des voix, malgré le maintien du candidat communiste, grâce à la division de la droite,. À l'assemblée, Amédée Mercier est apparenté au groupe socialiste, mais ne développe pas une très grande activité parlementaire. Sur les grandes questions de politique nationale, il suit globalement les positions des socialistes, et notamment dans la rupture avec Charles de Gaulle qui se traduit par le vote de la motion de censure contre le gouvernement Pompidou.
En 1959, il est difficilement réélu maire de Bourg-en-Bresse, bien qu'ayant constitué une liste assez large, incluant des candidats de droite.
En 1962, malgré le soutien de toute la gauche au second tour, il est battu  avec 39,9 % contre 42,9 % à Paul Barberot (MRP). Il décide alors de rejoindre la SFIO, sans doute dans la perspective de municipales difficiles à venir. En 1965, c'est à la tête d'une liste de gauche, associant des notables locaux sans étiquettes, qu'il se présente, mais il est battu par Barberot. Après cet échec, âgé de 75 ans, il abandonne la vie politique.
Il est décoré chevalier de la légion d'honneur,.
Une avenue et un centre social de Bourg-en-Bresse portent son nom.

## Détail des fonctions et des mandats
Mandat parlementaire
- 30 novembre 1958 - 9 octobre 1962 : Député de la 1re circonscription de l'Ain